# Aristarete
Aristarete, ou Aristareta, (grego antigo: Ἀρισταρέτη) foi uma pintora da Grécia Antiga. Pouco se sabe sobre ela, incluindo onde e quando ela viveu.
Ela é uma das seis artistas femininas da antiguidade mencionadas na História Natural de Plínio, o Velho (XL.147–148) em 77 d.C.: Timarete, Irene, Calipso, Aristarete, Iaia, Olympias. Elas são mencionadas mais tarde no De mulieribus claris de Boccaccio.